# Koning Willem II kazerne

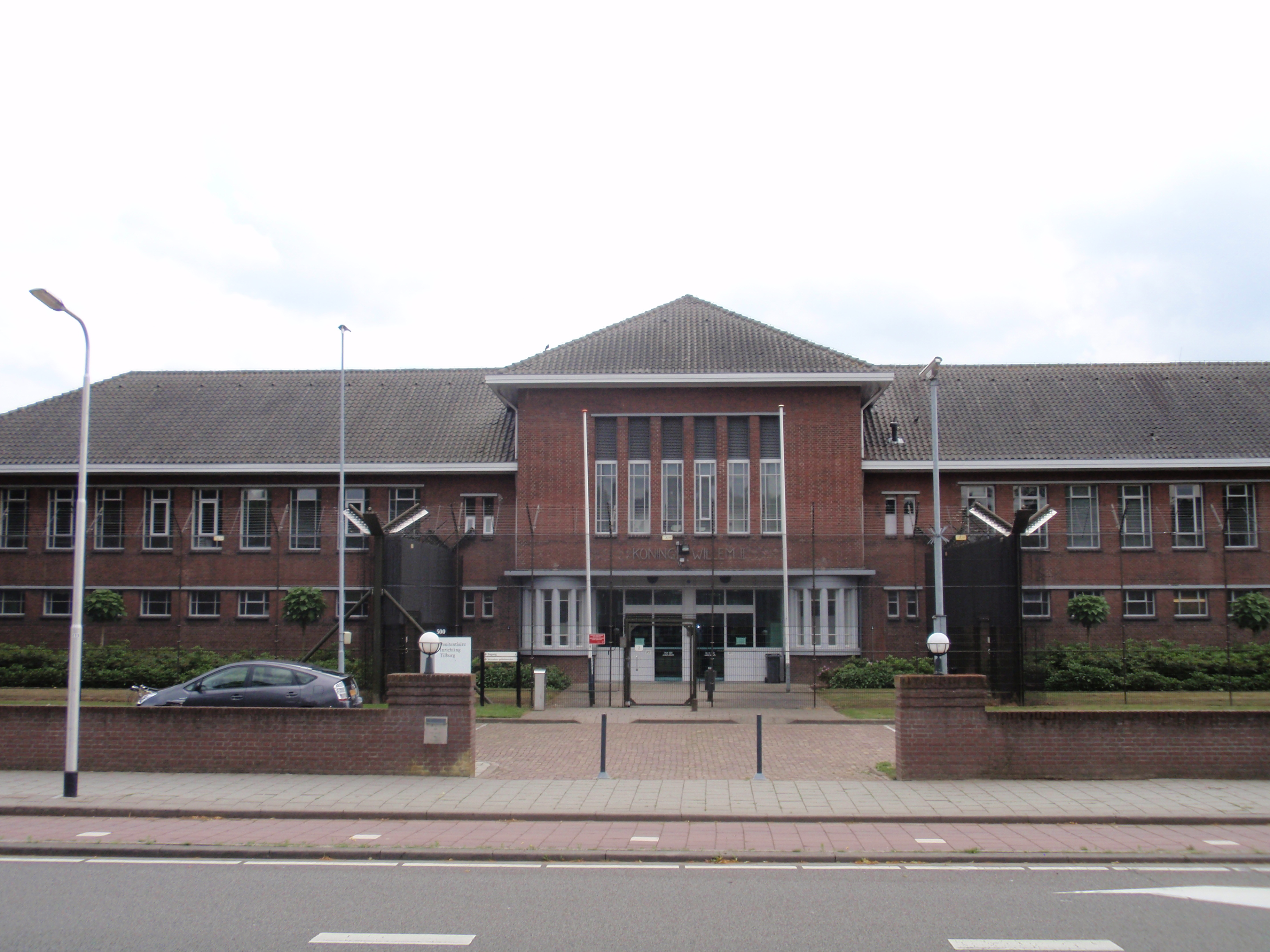
De voormalige Koning Willem II kazerne (2011)

De Koning Willem II kazerne was een kazerne in Tilburg die bestaan heeft van 1939 - 1993. Het gebouw is ontworpen door A.G. Boost, die kapitein der Genie was. De kazerne was gelegen aan de Ringbaan Zuid.
Uiteraard werd de beslissing om deze kazerne te bouwen ingegeven door de Duitse oorlogsdreiging. Hier werd het Tweede infanteriebataljon Jagers gevestigd, hetgeen Tilburg opnieuw tot een garnizoensstad maakte. In 1940 werd er door de bezetter de Ordnungspolizei gestationeerd. Ook was er een landingsplaats voor kleine vliegtuigen. Na de Tweede Wereldoorlog kwamen hier de aan- en afvoertroepen die echter in 1993 de stad verlieten.
De kazerne zou worden omgebouwd tot een gevangenis waar uitgeprocedeerde asielzoekers zouden worden opgesloten, maar uiteindelijk werd het een huis van bewaring: de Penitentiaire Inrichting Tilburg. Sedert 2010 is de PI Tilburg (PIT) een dependance van de Belgische strafinrichting Wortel (zie ook gevangenissen in België). Sinds 2017 is de PI in Tilburg gesloten en zijn alle overige gedetineerden teruggeplaatst naar België. Echter wordt het complex nog regelmatig gebruikt voor politie en militaire oefeningen.  
De kazerne is in januari 2022 in gebruik genomen als woongelegenheid voor statushouders.